# Johan Wilhelm Zetterstedt
Johan Wilhelm Zetterstedt (1785 — 1874) foi um naturalista sueco, que trabalhou em insectos, nomeadamente em Diptera e Hymenoptera.
Zetterstedt estudou na Universidade de Lund, onde foi pupilo de Anders Jahan Retzius. Recebeu o título de professor em 1822, tendo sucedido a Carl Adolph Agardh como professor de botânica e economia prática em 1836, retirando-se como professor emérito em 1853. É mais conhecido como entomologista. As suas colecções de Diptera e Orthoptera da Escandinávia, da Lapónia e do resto do mundo, estão localizadas no Museu Zoológico da Universidade de Lund. Um dos seus estudantes foi Anders Gustaf Dahlbom.

## Obras
- 1821 Orthoptera Sueciae disposita et descripta. Lundae (Lund), 132 pp.
- 1837. Conspectus familiarum, generum et specierum Dipterorum, in Fauna insectorum Lapponica descriptorum. Isis (Oken's)
- 1838-1840 Insecta Lapponica. L. Voss, Lipsiae (Leipzig),1139 pp.
- 1842-1854. Diptera Scandinaviae disposita et descripta. Lundbergiana, Lundae (Lund),6 volumes.
- 1855. Diptera Scandinaviae disposita et descripta. Tomus duodecimus seu supplementum tertium, continens addenda, corrigenda & emendanda tomis undecim prioribus. Officina Lundbergiana, Lundae (Lund)